# شهرستان واشینگتن (مین)
شهرستان واشینگتن واقع در ایالت مین است. جمعیت این شهرستان در سرشماری سال ۲۰۱۰ ایالات متحده آمریکا ۳۲۸۵۶ نفر برآورد شده‌است.مرکز این شهرستان شهر ماکیاس است. شهرستان واشینگتن در مجاورت استان کانادایی نیوبرانزویک واقع شده‌است.
از شهرستان واشینگتن غالباً به عنوان شهرستان "طلوع خورشید" یاد می‌شود چرا که در شرقی‌ترین نقطه ۴۸ ایالت به هم پیوسته ایالات متحده آمریکا است و جایی واقع شده که اولین مبدأ طلوع خورشید در این کشور است. منبع درآمد بیشتر ساکنان ساحلی این شهرستان مبتنی بر ماهی گیری است. گردشگری در امتداد ساحل این شهرستان نیز نقش مهمی در اقتصاد آن دارد هرچند درآمد ناشی از آن قابل مقایسه با گردشگری در سایر مناطق نیست. محصول بلوبری این شهرستان نقش مهمی در اقتصاد آن بازی می‌کند به گونه‌ای که نزدیک به ۸۵ درصد تولیدات بلوبری در کل دنیا متعلق به این شهرستان است.